# حسن النجم آبادي
الشيخ حسن بن إبراهيم بن باقر النجم آبادي الطهراني النجفي (ت. 1284 هـ). هو رجل دين وفقيه شيعي إيراني كان من تلامذة مرتضى الأنصاري ومحمد حسن النجفي، وقد توفي بعده بفترة وجيزة. ولقبه النجم آبادي نسبة إلى نجم آباد [الإنجليزية] وهي ناحية من نواحي طهران، والتي إليها ينسب كذلك، فيُقال له الطهراني، وأمَّا النجفي فنسبة إلى مدينة النجف التي استوطنها إلى حين وفاته.
وقد ذكره محسن الأمين في ترجمته له بموسوعة أعيان الشيعة قائلاً عنه: ”كان من أعاظم تلاميذ الشيخ مرتضى الأنصاري“. وقد اشتبه الأمين إذ أورد بعض المعلومات التي تخص حسن النجم آبادي ونسبها لوالده إبراهيم النجم آبادي.

## مؤلفاته
- البيع. مجلد كبير يتناول مبحث البيع في الفقه الإسلامي، ومعه بعض مطالب مبحث خلل الصلاة، وبعض مطالب مبحث فروع الصوم.[3]

### كتب
- أعيان الشيعة. محسن الأمين، طبع بيروت - لبنان، تاريخ الطبع مفقود، منشورات دار التعارف.
- الذريعة إلى تصانيف الشيعة. آغا بزرگ الطهراني، طبع بيروت - لبنان، تاريخ الطبع مفقود، منشورات دار الأضواء.

### إشارات مرجعية
1. ↑  
الأمين، محسن. أعيان الشيعة - ج5. ص. 321. مؤرشف من الأصل في 2019-12-18.
2. ↑  
الأمين، محسن. أعيان الشيعة - ج2. ص. 113. مؤرشف من الأصل في 2019-12-18.
3. ↑  
الطهراني، آغا بزرگ. الذريعة إلى تصانيف الشيعة - ج3. ص. 191. مؤرشف من الأصل في 2019-12-18.